# Der grüne Salon
Der grüne Salon ist ein deutscher Spielfilm der Terra Filmkunst, Berlin, der von seinem Verleih, der Deutschen Filmvertriebs GmbH, Berlin am 27. Dezember 1944 im BTL Potsdamer Straße in Berlin uraufgeführt wurde.
Der von Wolf Neumeister nach Hertha von Gebhardts Roman Der grüne Salon (1938) geschriebene und von Boleslaw Barlog inszenierte Familien- und Problemfilm erzählt die Geschichte der alten Geheimrätin Bütow, die von ihren erwachsenen Kindern aus missverstandener Rücksichtnahme von allen wirklichen Problemen abgeschirmt wird. Ihre Enkelin Sabine, die das so entstandene Netz von Lügen zunächst mitträgt, reift allmählich zu der Einsicht heran, dass die übertriebene Schonung allen Beteiligten mehr schadet als zuträglich ist.
Der Film war der letzte, den die Terra vor dem Ende des Zweiten Weltkrieges in die Kinos gebracht hat.

## Handlung
Ort der Handlung ist Berlin, die Zeit eine fiktive friedenszeitliche Gegenwart. Für Frau Geheimrat Anna Bütow, eine Arztwitwe, scheint die Zeit stehengeblieben zu sein. Sie lebt von der Rendite ihres „Kapitals“, das die erwachsenen Kinder ebenso wenig anzutasten wagen wie die überlebten moralischen und kulturellen Standards der alten Dame, in einer von Dienstboten gepflegten Wohnung mit einem „grünen Salon“, der wie aus der Zeit gefallen und im Film das Symbol ihrer Abgeschnittenheit vom wirklichen Leben ist. Eine ganz enge, liebevolle Beziehung pflegt sie jedoch zu ihrer bereits erwachsenen Enkelin Sabine, die ihre Eltern offenbar verloren und dadurch gelernt hat, sich im Leben sehr zielstrebig allein durchzuschlagen.
Anlässlich einer kleinen Feier hat die Geheimrätin all ihre Kinder, Schwiegerkinder und Enkel um sich versammelt. Für das Filmpublikum ist schnell ersichtlich, dass die heile Welt, die die Familie der Geheimrätin vorgaukelt, tatsächlich mehr als brüchig ist. Draußen in der Welt hat sich, seit die Geheimrätin jung war, eben furchtbar viel verändert. Ein erstes deutliches Zeichen für die neuen Zeiten bietet die gar nicht so gute Erziehung des jüngsten Enkels Kläuschen, der beim Spielen in der Wohnung der Geheimrätin ein Wasserrohr anbohrt und das Badezimmer unter Wasser setzt. Glücklicherweise befinden sich gerade Bauarbeiter auf dem Grundstück; Sabine bittet einen davon, den Schaden zu beheben, bevor die Großmutter ihn bemerkt und sich darüber beunruhigen könnte. Es stellt sich heraus, dass der vermeintliche Maurer, Wolf Termöhl, tatsächlich Architekturstudent ist und mit dem Job auf dem Bau nur seine Ausbildung finanziert. Sabine ist hübsch und charmant, und so verliebt Wolf sich auf Anhieb in sie.
Sabine hilft nicht nur bei der Großmutter aus, sondern auch in der Familie ihrer Tante Margarete, deren Kinder es bitter nötig haben, dass jemand ihre Hausaufgaben betreut. Dann vertraut Margarete der Nichte auch noch an, dass bei ihr eine Tuberkulose festgestellt worden ist; ihr Leben ist nur durch einen Kuraufenthalt in den Bergen zu retten, den die Familie sich jedoch nicht leisten kann. Sabine verspricht auch hier zu helfen und sucht Rat bei ihrem Onkel Artur, der Rechtsanwalt ist. Von Artur erfährt sie, dass die Geheimrätin auf keinen Fall werde helfen können, da ihr „Kapital“, d. h. ihr in Aktien angelegtes Vermögen, nicht angetastet werden solle und die Dividenden, von denen die Geheimrätin lebt, wesentlich geringer seien, als man die alte Frau wissen lasse. Auch Onkel Eugen, der, weil er Makler ist, als reich gilt, könne die Kur nicht bezahlen, da er, wie Artur Sabine anvertraut, in finanziellen Problemen stecke. Da beschließt Sabine, für Margaretes Gesundung ihr eigenes kleines Vermögen herzugeben. Als später während Margaretes Kur ihr Mann Georg krank wird, kümmert sie sich auch um diesen.
Eine weitere Kostprobe von den Problemen, die auf Margaretes Familie lasten, erhält Sabine, als sie entdeckt, dass der halbwüchsige Sohn Fritz Georg sich nachts mit einem Mädchen herumtreibt, von dem er sich auch Geld leiht. Während eines Gesprächs, das sie mit ihm über die Liebe führt, erkennt Sabine, dass sie Fritz Georg bis zu einem gewissen Grad verstehen kann. Sie ist nun ja selbst verliebt, nämlich in Wolf, den sie inzwischen zufällig auch einmal im Theater gesehen hat, was ihr bestätigt, dass er trotz der Arbeit auf dem Bau Kultur besitzt. Offensichtlich um den Kontakt zu ihm erneuern zu können, bittet sie Wolf, Fritz Georg Nachhilfestunden zu geben.
Auf der Straße beobachtet sie zufällig ihren Onkel Eugen, den finanziell unter Druck geratenen Makler, in seinem Auto mit einer fremden Frau. Als sie mit Eugens Frau, Tante Edith, spricht, gesteht diese ihr, dass sie von der Liebschaft ihres Mannes weiß, daraus aber keine Konsequenzen ziehen dürfe, weil ihre Mutter, die Geheimrätin, geschont werden müsse.
Sabine lädt Wolf zu einem Ausflug zu zweit ein, in dessen Verlauf sie einander ihre Liebe erklären. Wolfs Lebensprinzip ist bedingungslose Ehrlichkeit, eine Tugend, der gegenüber Sabine, weil Ehrlichkeit mit Takt und Rücksichtnahme schwer zu vereinbaren ist, zwiespältig gegenübersteht. Dennoch beginnt sie zu grübeln, ob das Scharadespiel, das die Angehörigen mit der Geheimrätin treiben, nicht vielleicht doch von Übel ist.
Als ihr Cousin Fritz Georg von dem Ausflug erfährt und Sabine, die ihm eine Freundin untersagt hat, Doppelmoral vorhält, hält sie ihm impulsiv entgegen: Bei ihr sei das etwas ganz anderes, sie und Wolf seien ja verlobt. Da dies nicht ganz wahr ist, bleibt ihr nun nichts anderes übrig, als Wolf einen Heiratsantrag zu machen, der ihm aber sehr willkommen ist. Sie verloben sich.
Mutig teilt Sabine der Geheimrätin die Neuigkeit ihrer Verlobung mit und fügt gleich auch noch an, dass sie auch ihren Führerschein gemacht hat und Maschinenschreiben und Stenografie lernt, da sie von ihrem ererbten kleinen Vermögen auf keinen Fall werde leben können. Da die Großmutter Wolf als Maurer kennengelernt hat, findet sie jedoch, dass er für Sabine kein geeigneter Ehemann sei. Nicht minder erschüttert ist sie über die Entdeckung, dass Sabine „Heimlichkeiten“ vor ihr hatte, während alle anderen Angehörigen – wie sie glaubt – ihr stets die Wahrheit sagen.
Nachdem die Geheimrätin die Verbindung der beiden jungen Leute ablehnt, sucht auch Wolf sie auf und klärt sie – ohne die vielen Geheimnisse im Einzelnen anzusprechen – darüber auf, dass die Familie sie, um sie zu schonen, „in Watte gepackt“ und „unter eine Glasglocke gesetzt“ habe. Die Geheimrätin glaubt ihm nicht und wirft ihn hinaus.
Da eskalieren bei Onkel Eugen und Tante Edith die Probleme. Eugen ist bankrott und verlangt, dass Edith ihre Mutter um Geld bittet. Um die Geheimrätin nicht mit ihren Problemen zu belasten, hat Edith aber bereits zu viele Opfer gebracht; sie lehnt ab. Eugen taucht daraufhin unter. Onkel Artur beschwört Sabine, der Geheimrätin nichts davon zu sagen und die alte Dame auch nicht mit ihrer Verlobung zu belasten. Als Eugen sich umbringt und die Nachricht in der Zeitung erscheint, erfährt die Geheimrätin schließlich aber doch davon. Sie bricht zusammen.
Edith gesteht ihrer Mutter, dass die Ehe mit Eugen nicht glücklich war. Die Geheimrätin erkennt, dass Wolf vermutlich recht hatte, als er sie vor der Unaufrichtigkeit der Familie gewarnt hatte. Sie verlangt nun zu erfahren, ob weitere unangenehmen Dinge von ihr ferngehalten worden sind. Nachdem sie erneut mit Beschönigungen abgefertigt wird, übernimmt sie selbst die Regie. Von Artur erfährt sie, dass Eugen Schulden hinterlassen hat, dass Sabine Margaretes Kur bezahlt hat und dass ihre eigenen Einkünfte gesunken sind. Anstatt unter diesen Neuigkeiten zu zerbrechen, fasst sie jedoch resolut Pläne, um diese Probleme zu bewältigen.
Dann sucht sie Wolf auf, um ihm zu bestätigen, dass er mit seiner Einschätzung recht hatte. Wolf setzt sie bei dieser Gelegenheit auch über die noch verbliebenen Familiengeheimnisse ins Bild: dass Margarete lungenkrank ist und ihre Kinder schlechte Schulnoten haben. Da sie seinen guten Charakter sieht, ist die Geheimrätin nun einverstanden, dass Wolf Sabine heiratet, und will ihm zu einer Assistentenstelle bei ihrem Bekannten, dem Geheimrat Viereck, verhelfen.

## Produktion und Uraufführung
Die Produktionsgesellschaft Terra war schon seit 1942 nur noch formal selbstständig, tatsächlich aber Teil des staatlichen UFI-Konzerns. Der von Unternehmensseite für den Film verantwortliche Mann, Otto Lehmann, hatte für die Terra zuvor profitable Filme wie Jud Süß, Fronttheater und Leichte Muse produziert. Aufnahmeleiter war Curt Bierbaum. Der zu Beginn seiner Laufbahn von Wolfgang Liebeneiner und Helmut Käutner geförderte Boleslaw Barlog war seit 1941 einer der Hausregisseure der Terra. Mit den Bauten wurden Max Mellin und Gerhard Ladner, mit dem Ton Werner Kobold.
Der männliche Hauptdarsteller, der zum Produktionszeitpunkt 37-jährige Paul Klinger, hatte mit Barlog zuvor schon bei den Filmen Wenn die Sonne wieder scheint und Seinerzeit zu meiner Zeit zusammengearbeitet. Kriegsbedingt war an hochrangigen Liebhaberdarstellern wenig Auswahl, aber Klingers Name stand auf der sogenannten Gottbegnadeten-Liste, die Joseph Goebbels zusammengestellt hatte, um unverzichtbare Künstler von Kriegsdienstverpflichtungen zu befreien.
Seine Leinwandpartnerin Jutta Alpen stand, obwohl sie erst 23 Jahre alt und dem Publikum noch kaum bekannt war – in ihren vorausgegangenen Langfilmen Damals und Immer nur Du hatte sie nur in Nebenrollen gespielt –, ebenfalls auf der Gottbegnadeten-Liste.
Die zentrale Rolle der alten Geheimrätin wurde von der 54-jährigen Margarete Haagen verkörpert, die gleichfalls auf der Gottbegnadeten-Liste stand und in diesem Film erstmals eine große Partie spielen durfte. Dorothea Wieck, die in der Rolle der Tante Edith auftritt, ist vielen Freunden klassischer deutscher Filme noch heute ein Begriff, weil sie 13 Jahre zuvor in Leontine Sagans Film Mädchen in Uniform als Fräulein von Bernburg zu sehen gewesen war.
Die Dreharbeiten für den Film Der grüne Salon begannen am 2. März 1944 und wurden im folgenden Juli abgeschlossen. Der Film wurde schwarzweiß und in 35 mm bei einem Seitenverhältnis von 1:1,37 produziert. Bei der Zensurvorlage am 13. November 1944, bei der er unter der Auflage des Jugendverbots freigegeben wurde, war der Film 2252 Meter bzw. 82 Minuten lang.
Den Verleih übernahm zunächst die Deutsche Filmvertriebs GmbH, Berlin.

## Kritik
Das Lexikon des Internationalen Films schrieb: „Hölzern verpackte Geschichte um einen harmlosen Generationskonflikt“.